# Route nationale 516
Pour les articles homonymes, voir Route 516.
La route nationale 516 ou RN 516 était une route nationale française reliant la Tour-du-Pin à la Balme. Le tronçon de la Tour-du-Pin à Saint-Genix-sur-Guiers est une partie du tracé d'origine tandis que celui de Saint-Genix-sur-Guiers à la Balme appartenait à la RN 521b.
En effet, avant les déclassements de 1972, elle possédait un tronçon de Saint-Genix-sur-Guiers à Chambéry. Ce tronçon a été déclassé en RD 916.

## Tracé actuel de la Tour-du-Pin à Saint-Genix-sur-Guiers
Ce tronçon est désormais reversé dans la voirie départementale, sous le numéro RD 1516.
- La Tour-du-Pin
- Saint-Clair-de-la-Tour
- La Bâtie-Montgascon
- Aoste
- Saint-Genix-sur-Guiers
- Champagneux
- La Balme

## Ancien tracé de la Tour-du-Pin à Chambéry

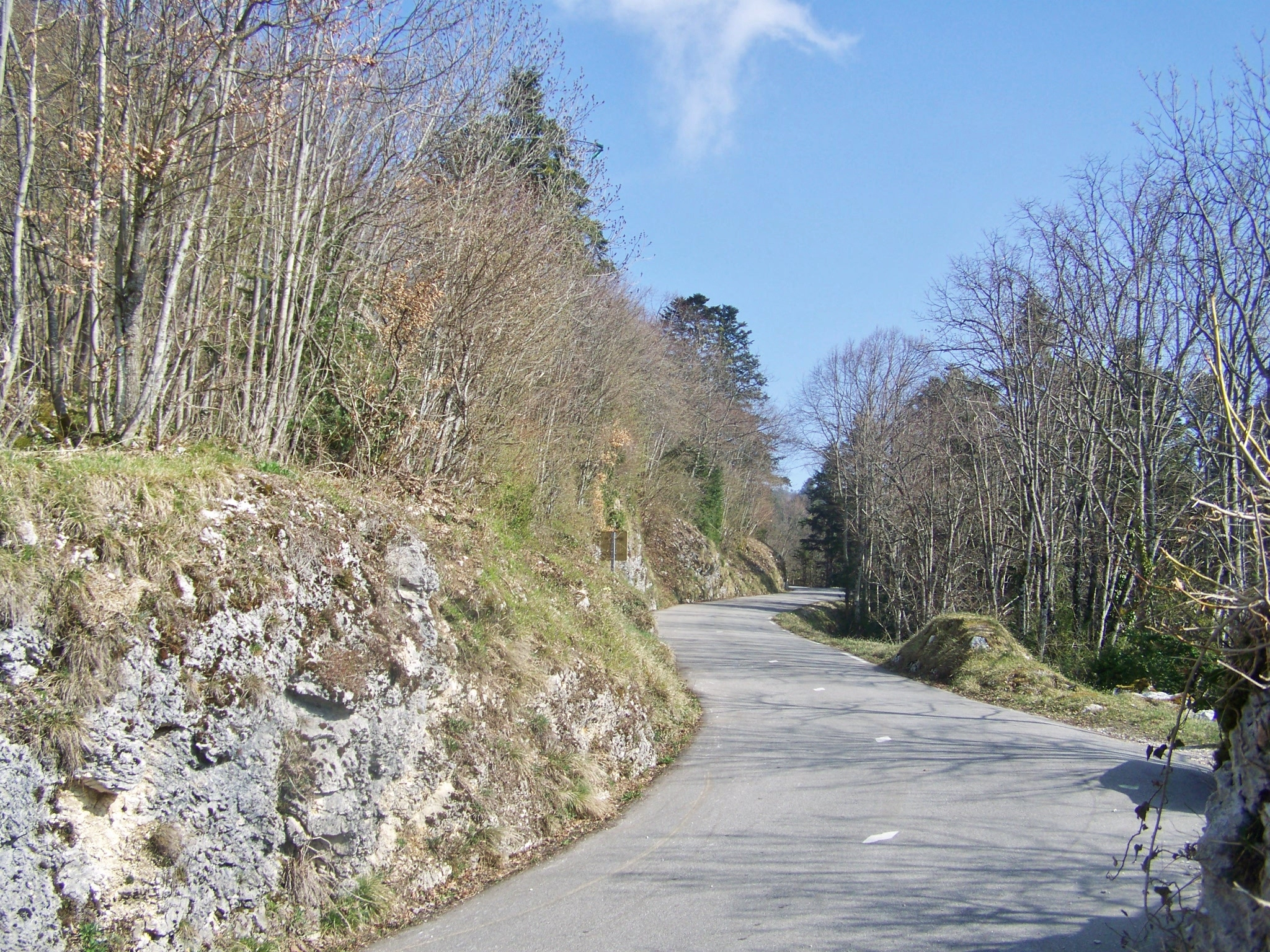
Actuelle RD 916 rejoignant le col de l'Épine en direction de Chambéry, en Savoie.

- La Tour-du-Pin
- Saint-Clair-de-la-Tour
- La Bâtie-Montgascon
- Aoste
- Saint-Genix-sur-Guiers
- Sainte-Marie-d'Alvey
- Col de la Crusille
- Novalaise
- Col de l'Épine
- Saint-Sulpice
- Cognin
- Chambéry